# Синя кукурудза

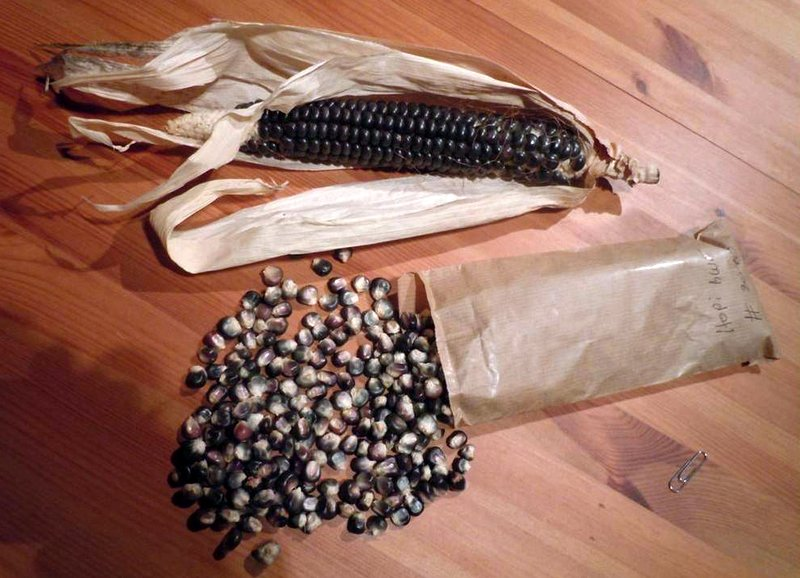

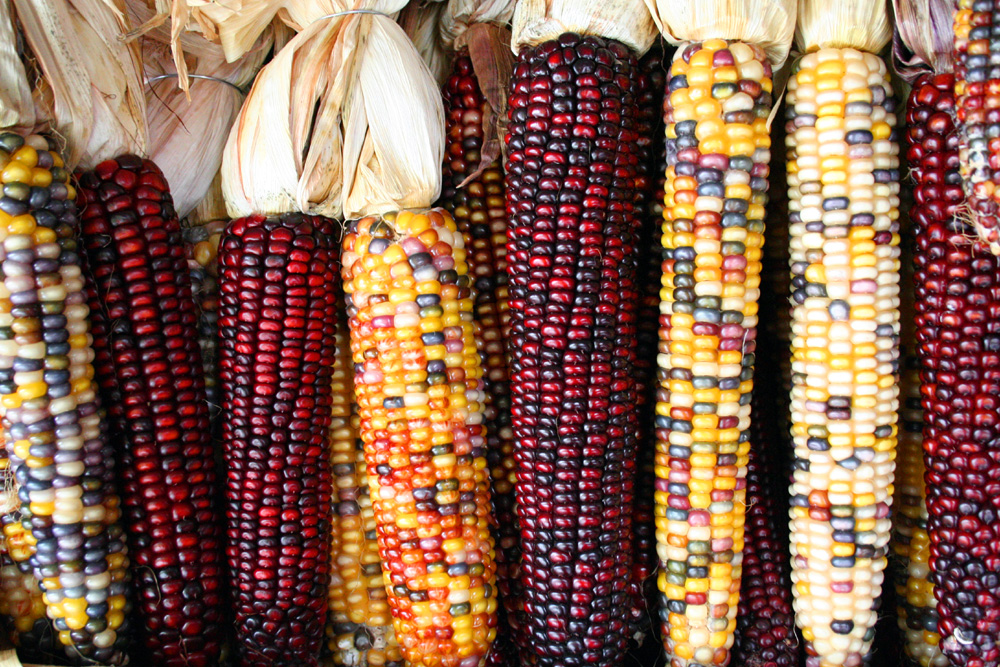
Різні сорти кукурудзи, включаючи синій

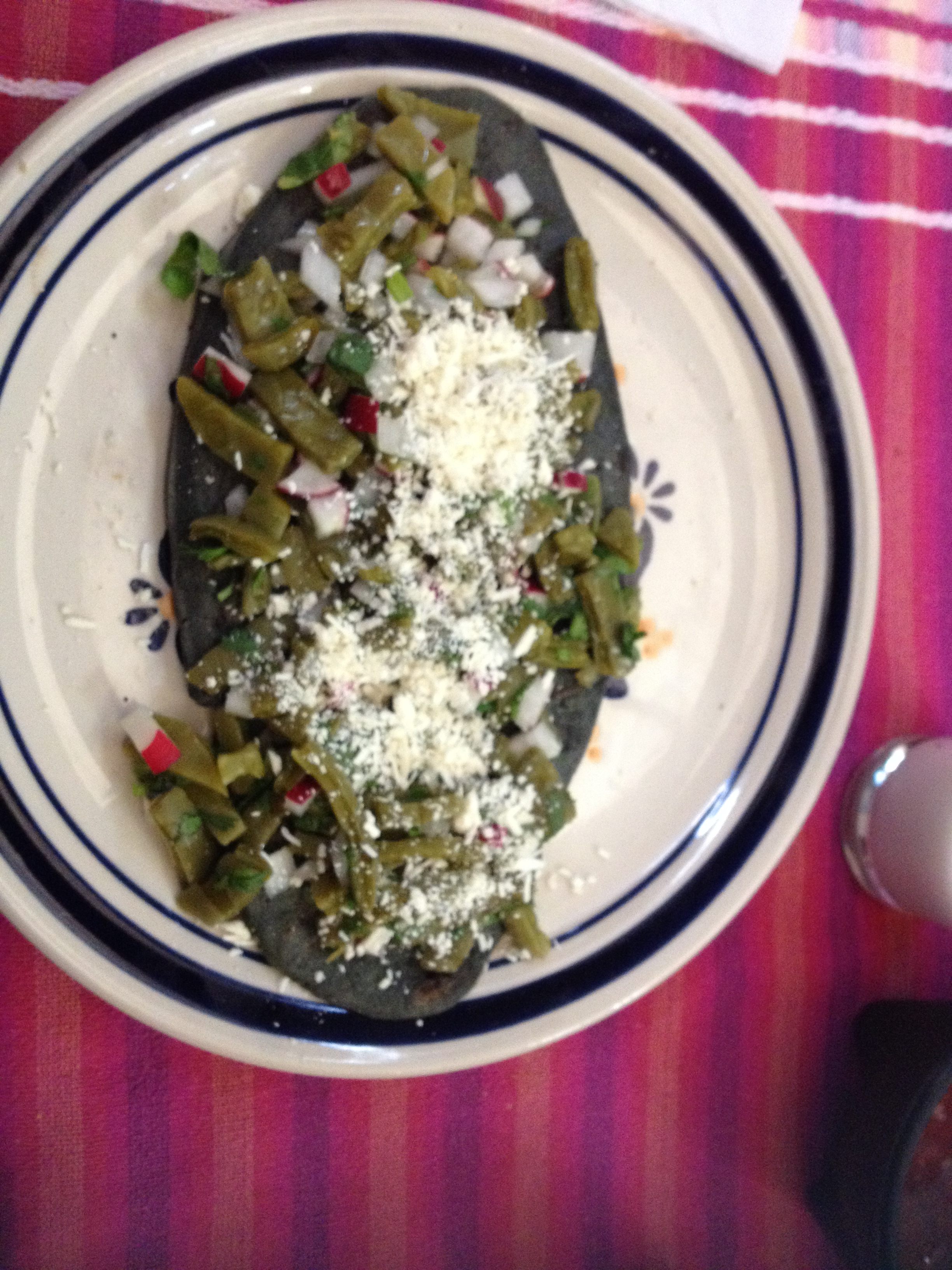
Тлакойо, мексиканська закуска з синьої кукурудзи

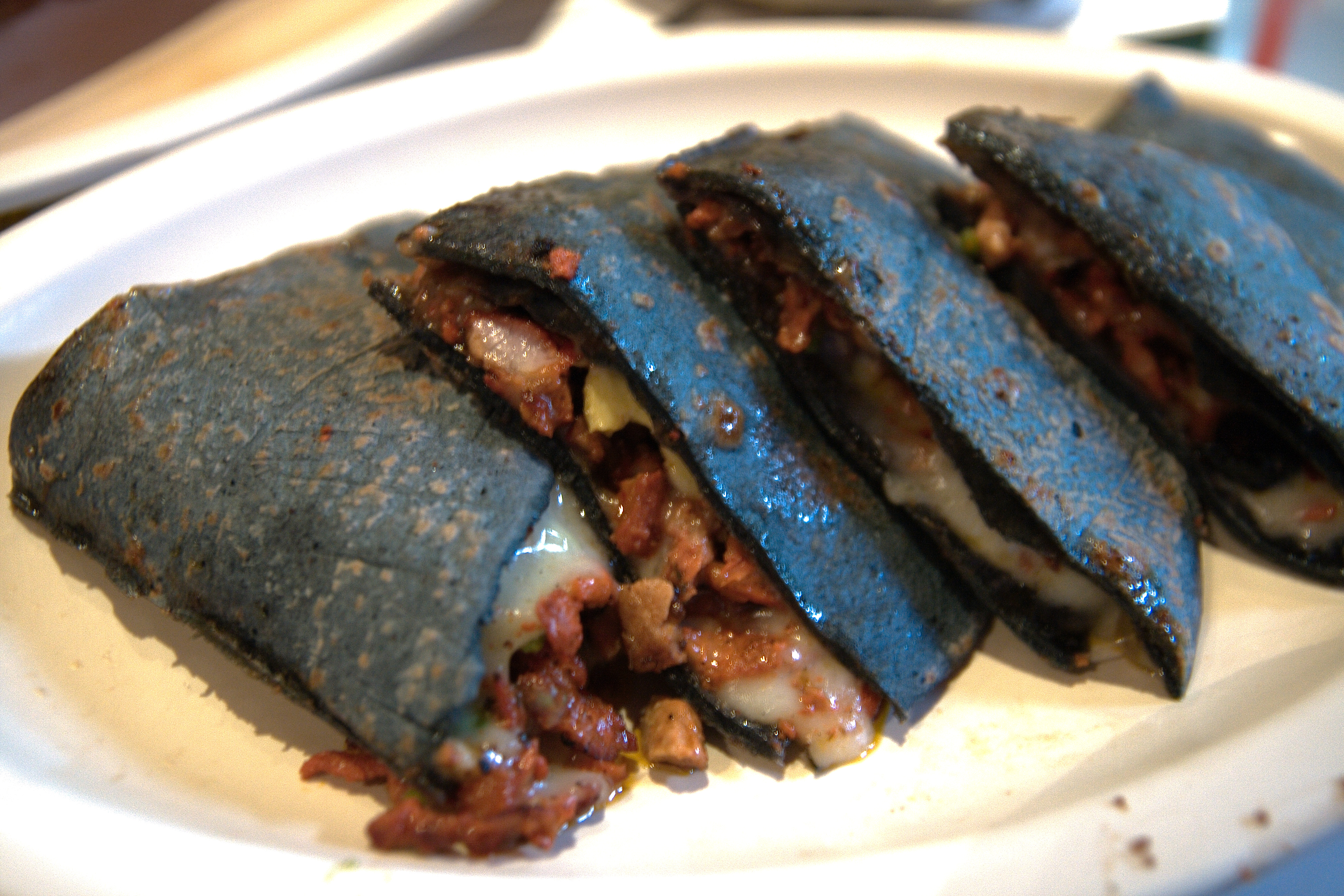
Сині кукурудзяні кесадільї

Синя кукурудза (також відома як кукурудза Хопі, Йоеме Блю, Тарахумара Маїз Азул та Ріо Гранде Блю) - це кілька тісно пов’язаних сортів крем’яної кукурудзи, яку вирощують у Мексиці, на південному заході США та південному сході США.    Це один з основних видів кукурудзи, що використовується для традиційних страв південної та центральної Мексики, відомих як тлакойо.
Сорт виведений хопі, індіанцями пуебло з Ріо-Гранде в Нью-Мексико та кількома південно-східними племенами, включаючи черокі.  Він залишається важливою частиною страв хопі, таких як хліб пікі. Синє кукурудзяне борошно має солодкий смак. Це також важливий продукт нової мексиканської кухні, який зазвичай використовують для приготування тортильї. 

## Різновиди
П’ять сортів кукурудзи блакитного кольору хопі, виявлені в 1950-х роках, мали значні відмінності кількох ознак, таких як висота рослини, маса ядра, ширина ядра та товщина ядра.  Різні сорти мають кольоровий діапазон від майже чорного до синьо-сірого, з назвами, що походять від "стандартного" синього ("sakwaqa'o"), твердого синього ("huruskwapu") та сіро-блакитного ("maasiqa'o" ). 
Традиційні сорти кукурудзи блакитного кольору хопі надзвичайно стійкі до посухи, глибоко вкорінені і низькі рослини, які рідко перевищують 1,5 метри у висоту. Різноманітні сорти кукурудзи пуебло Ріо-Гранде вищі, досягаючи 2 метри, мають високу урожайність і не такі посухостійкі, як сорти хопі. Обидва сорти синьої кукурудзи ростуть на глибоких піщаних грунтах. 

## У харчуванні
Окрім використання у традиційних південно-західних стравах з тортильях та крупах, синя кукурудза комерційно використовується в таких продуктах, як чипси із синьої кукурудзи та суміш з млинців із синьої кукурудзи.  

## Символічне використання
Хопі використовували кукурудзу в релігійних ритуалах. Жовта кукурудза асоціювалася з північним заходом; синя кукурудза з південним заходом; червона кукурудза з південним сходом; біла кукурудза з північним сходом; чорна кукурудза зверху, а різнокольорова кукурудза знизу.  